# ドレミFUN LIFE
「ドレミFUN LIFE」（ドレミファン ライフ）は、たんこぶちんの楽曲で、1枚目のシングル。2013年7月17日、ヤマハミュージックコミュニケーションズから発売された。

## 解説
表題曲とカップリング「バビロン」は外部作家による曲。表題曲のミュージック・ビデオは地元である佐賀県唐津市で撮影された。

## 収録曲
- 全編曲：鎌田雅人

1. ドレミFUN LIFE
作詞・作曲：成瀬英樹[1][2]
2. コイゴコロ
作詞・作曲：たんこぶちん
  - インディーズ時代にリリースした「UJI UJI」収録曲のリテイクバージョン[5]。
3. バビロン
作詞：大塚利恵　作曲：鎌田雅人